# 이란의 부통령

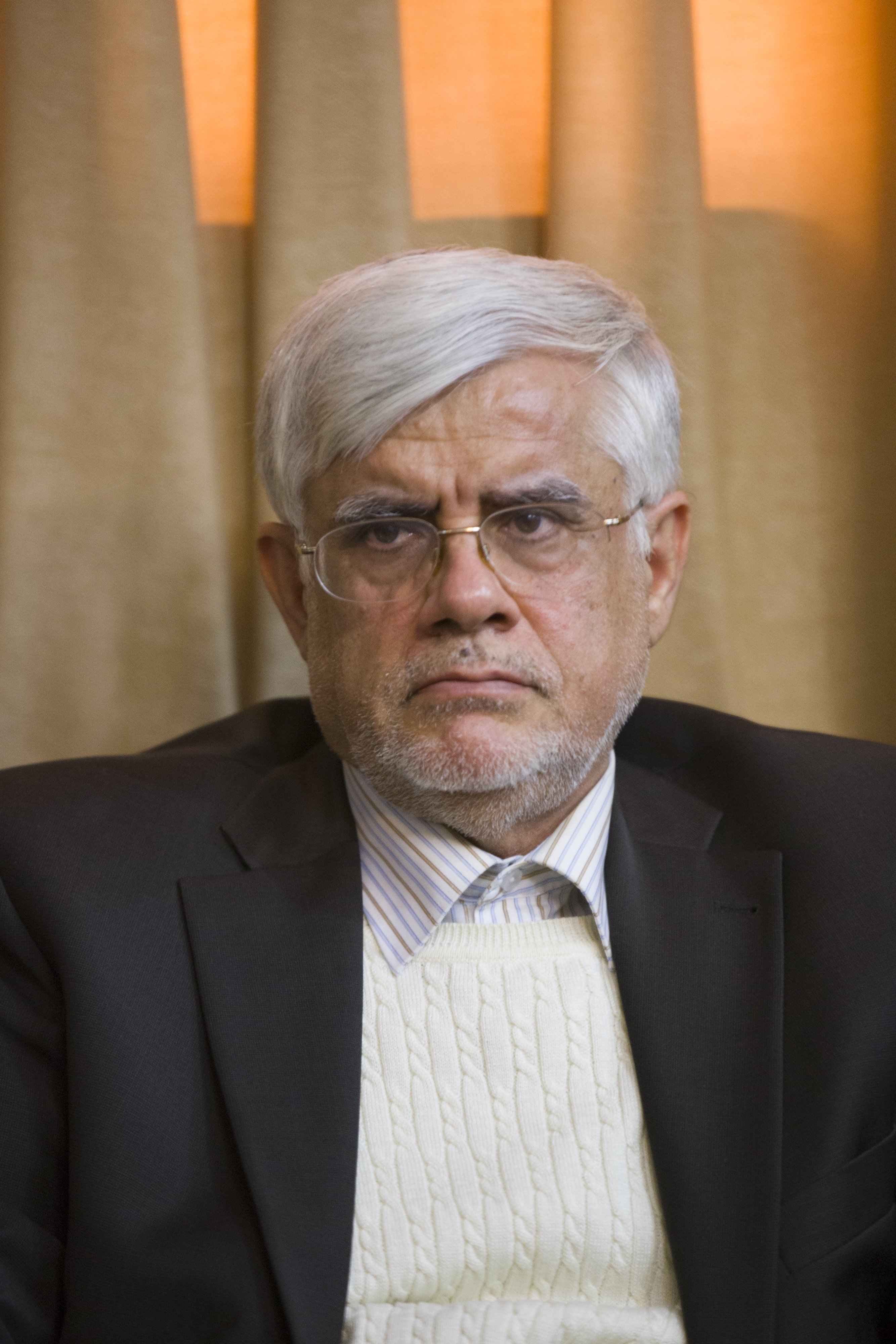
모하마드 레자 아레프 제1부통령 (2024년 7월 28일부터)

이란의 부통령(페르시아어: معاون رئیساجمهورمعاون رئیس‌جمهور ایران)은 이란 헌법 제124조에 따라 이란의 대통령 업무와 관련된 조직을 이끌도록 이란의 대통령이 임명한 사람으로 정의된다. 2019년 8월 기준 부통령은 12명이다. 제1부통령(페르시아어: معاون اول رئیس‌جمهور)은 대통령 부재 시 내각 회의를 주재한다.